# Флаг Восточного Тимора
Флаг Восточного Тимора (Тимор-Лешти) (порт. Bandeira de Timor-Leste) — официальный государственный символ, наряду с гербом и гимном. Официально утверждён в 2002 году, однако неофициально существует с 1975 года, когда независимость Восточного Тимора ещё не была признана.
В полночь 20 мая 2002 года, флаг ООН был спущен, и вместо него поднят флаг независимого Восточного Тимора.

## Описание
Государственный флаг прямоугольный, сформирован двумя равнобедренными треугольниками, больший из которых прикрыт меньшим. Один треугольник чёрный, его высота равна одной трети длины флага, он лежит на жёлтом треугольнике, высота которого равна половине длины флага. В центре чёрного треугольника расположена белая пятиконечная звезда, обозначающая путеводный свет. Один из концов звезды повёрнут к верхнему левому углу флага. Остальная часть флага красного цвета. Соотношение ширины к длине — 1:2.— Конституция Республики Тимор-Лешти (Восточный Тимор), часть 1, раздел 15.(Перевод на русский язык неофициальный).

## Символика
Согласно конституции Республики Тимор-Лешти жёлтый треугольник означает следы колониализма в истории страны. Чёрный треугольник означает трудности, которые нужно преодолеть. Красный цвет означает борьбу за свободу. Звезда — путеводный свет, белый цвет звезды — мир.

## История флага
- Флаг Португалии как флаг Колонии Португальский Тимор 1911—1975
- Проект флага Колонии Португальский Тимор 1965—1975
- Флаг Восточного Тимора 1975. До оккупации Индонезией.
- Флаг Индонезии как флаг оккупированного Тимора 1975—2002
- Флаг Восточного Тимора под оккупацией Индонезией 1976—1999
- Флаг ООН как Флаг Администрации ООН в Восточном Тиморе 1999—2002
- Флаг Восточного Тимора 2002 — н.в